# کاسومی سوزوکی
کاسومی سوزوکی (انگلیسی: Kasumi Suzuki؛ زادهٔ ۲۱ ژوئن ۱۹۹۰) بازیگر، و بازیگر خردسال اهل ژاپن است.